# Killer Instinct 2
Killer Instinct 2, även känt som KI2, är ett beat 'em up-datorspel från 1996, som utvecklades av Rare och släpptes som arkadspel. Precis som namnet antyder är det uppföljaren till Killer Instinct.
Spelet konverterades senare till Nintendo 64 och fick då titeln Killer Instinct Gold. Killer Instinct Gold saknar vissa animationsrutor och all full motion video från arkadspelet.

## Figurer
- Fulgore
- Jago
- Spinal
- T.J. Combo
- Glacius
- Sabrewulf
- B. Orchid
- Maya
- Tusk
- Kim Wu
- Gargos